# Anders Lindegaard
Anders Rosenkrantz Lindegaard (sinh ngày 13 tháng 4 năm 1984) là 1 cầu thủ bóng đá người Đan Mạch hiện đang thi đấu cho câu lạc bộ West Bromwich Albion ở vị trí thủ môn. Ban đầu, anh thi đấu cho câu lạc bộ địa phương Odense Boldklub, tuy vậy sau đó anh rời câu lạc bộ do không có cơ hội trong đội hình chính. Anh có bước đột phá trong sự nghiệp của mình khi giành cúp bóng đá Na Uy 2009 với câu lạc bộ Aalesund. Anh cũng được bình chọn là thủ môn xuất sắc nhất năm 2010 ở cả Đan Mạch và Na Uy.
Anh là thành viên của đội tuyển U19 và U20 Đan Mạch, trước khi có trận đấu đầu tiên cho đội tuyển quốc gia vào ngày 7 tháng 9 năm 2010.

## Sự nghiệp câu lạc bộ

### Odense
Sinh ra ở vùng ngoại ô Dyrup thành phố Odense, Lindegaard bắt đầu sự nghiệp của mình ở câu lạc bộ Odense Boldklub (OB). Trận đấu đầu tiên của anh tại giải vô địch bóng đá Đan Mạch là trận thắng 3 – 1 trước Silkeborg IF ngày 19 tháng 11 năm 2006. Anh có trận đầu tiên tại UEFA Europa League vào ngày 30 tháng 7 năm 2009, trong trận thắng 4 – 3 trước Rabotnički. Trong phần lớn thời gian ở Odense, Lindegaard phải đóng vai trò dự bị cho thủ môn Arek Onyszko, anh có 2 lần được cho mượn,lần đầu ở câu lạc bộ Kolding FC, nơi anh có 10 trận bất bại với đội bóng, sau khi để thua 4 trận đầu mùa, và tiếp đó là Aalesunds FK. Khi Onyszko bị Odense sa thải vào tháng 6 năm 2009 do bị cáo buộc đã hành hung vợ cũ của mình, Lindegaard được trông đợi sẽ là người thay thế Onyszko. Tuy vậy, sự xuất hiện của thủ môn Roy Carroll tại Odense 2 tháng sau đó đã buộc Lindegaard phải rời câu lạc bộ.

### Aalesund
Năm 2009, anh chuyển đến Aalesunds FK theo dạng cho mượn và sau đó gia nhập câu lạc bộ này. Năm 2009 anh giành được cúp bóng đá Na Uy với Aalesunds. Năm 2010, Lindegaard được trao danh hiệu thủ môn xuất sắc nhất năm ở cả Na Uy và Đan Mạch.

### Manchester United

#### Mùa giải 2010-11
Vào đầu tháng 11 năm 2010, anh được thông báo đã trở thành mục tiêu của câu lạc bộ Manchester United. Mặc dù vậy, cựu thủ môn MU Peter Schmeichel cho rằng Lindegaard chưa sẵn sàng để thi đấu thường xuyên ở Premier League. Ngày 23 tháng 11 năm 2010, có thông tin cho biết huấn luyện viên Manchester United, Alex Ferguson dự kiến sẽ hoàn tất việc ký kết với cầu thủ tiếp theo trong "2 hay 3 tuần tới." Ngày 27 tháng 11 năm 2010, Lindegaard gia nhập Manchester United với một bản hợp đồng có thời hạn 3 năm rưỡi và mức phí không được tiết lộ (được cho là vào khoảng 3.5 triệu £). Anh đã luyện tập cùng đội một trong suốt tháng 12 nhưng không thể thi đấu cho đến khi thị trường chuyển nhượng mùa đông mở cửa vào ngày 1 tháng 1 năm 2011. Lindegaard chính thức được đăng ký thi đấu tại Premier League vào ngày 6 tháng 1, và được trao chiếc áo số 34.
Ngày 29 tháng 1, Lindegaard có trận ra mắt cho câu lạc bộ trong chiến thắng 2–1 trước Southampton ở vòng 4 Cúp FA. Anh lần đầu thi đấu trên sân Old Trafford vào ngày 19 tháng 2 trong 1 trận đấu Cúp FA khác, khi MU vượt qua Crawley Town với tỉ số 1–0. Lindegaard đã phải trải qua 1 ca phẫu thuật đầu gối vào tháng 3 khiến anh phải nghỉ thi đấu 5 tuần.
Ngày 16 tháng 5, Lindegaard được bắt chính trong trận chung kết Manchester Cup giữa đội dự bị Manchester United và đội dự bị Bolton Wanderers, trận đấu kết thúc với chiến thắng 3–1 dành cho MU.

#### Mùa giải 2011-12
Ngày 14 tháng 9, Lindegaard lần đầu được bắt chính ở UEFA Champions League trong trận gặp Benfica. Trận đấu kết thúc với tỉ số hòa 1–1. Mặc dù thi đấu khá ấn tượng nhưng huấn luyện viên Alex Ferguson vẫn quyết định để David De Gea bắt thay Lindegaard trong trận đấu tiếp theo gặp Chelsea. Khi được hỏi về thách thức cho 1 vị trí trong đội hình, Lindegaard đã nói: "Các bạn còn mong đợi tôi sẽ nói gì tiếp nữa? Tôi đã nói cả 1000 lần rồi, tôi không ở đây để đánh bóng ghế dự bị." Ngày 18 tháng 10, Lindegaard có trận đấu thứ 2 tại Champions League khi MU đánh bại Otelul Galati với tỉ số 2–0, đây cũng là trận thắng đầu tiên của Manchester United ở vòng bảng Champions League.
Ngày 1 tháng 10 năm 2011, Lindegaard lần đầu được thi đấu ở Premier League trong trận thắng 2–0 trước Norwich trên sân Old Trafford. Lindegaard tiếp tục chuỗi trận giữ sạch lưới của mình trong 4 lần bắt chính tại Premier League, bao gồm chiến thắng 1–0 trên sân nhà trước Sunderland vào ngày 5 tháng 11, trận thắng 1–0 trên sân khách trước Aston Villa ngày 3 tháng 12, thắng Fulham 5–0 trên sân khách ngày 21 tháng 12 và vượt qua Wigan trên sân nhà với tỉ số 5–0 trong Ngày tặng quà. chuỗi trận giữ sạch lưới của anh kết thúc vào ngày 4 tháng 1 trong trận gặp Newcastle khi anh bị đánh bại bởi cú móc volley tuyệt vời của Demba Ba, trận đấu kết thúc với thất bại 3–0 của MU. 1 tuần sau đó vào ngày 8 tháng 1, Lindegaard có trận đấu quan trọng nhất cho Manchester United khi anh cùng các đồng đội đánh bại Manchester City 3–2 ở Cúp FA. Anh lại được chọn vào đội hình chính ở tuần kế tiếp khi MU thắng Bolton Wanderers 3–0.

## Sự nghiệp quốc tế
Lindegaard là thành viên của đội tuyển U-19,U-20 và đội tuyển quốc gia Đan Mạch. anh có trận đấu đầu tiên cho U-19 Đan Mạch vào tháng 9 năm 2002, và bắt chính trong trận thắng 1–0 trước Thụy Sĩ ở vòng loại Giải vô địch bóng đá U19 châu Âu 2003 ngày 13 tháng 10 năm 2002. Anh đã thi đấu tổng cộng 6 giải trẻ cho tới tháng 9 năm 2003.
Ngày 7 tháng 9 năm 2010, Anh có trận đấu đầu cho ĐTQG tại vòng loại Euro 2012 gặp Iceland và Đan Mạch giành chiến thắng 1–0. Ngày 8 tháng 10 năm 2010, Đan Mạch gặp Bồ Đào Nha ở vòng loại Euro 2012. Chấn thương kéo dài của thủ môn Thomas Sørensen giúp cho Lindegaard có cơ hội được bắt chính. Mặc dù Đan Mạch bị dẫn trước 0–2 ngay trong hiệp 1, anh vẫn có nhiều pha cứu thua cho đội tuyển trong trận đấu, tuy vậy bàn thắng ở phút 85 của Cristiano Ronaldo đã dập tắt mọi nỗ lực của anh và ấn định chiến thắng 3–1 cho Bồ Đào Nha. Lindegaard được bắt chính trong trận đấu tiếp theo gặp Síp, trong trận này Lindegaard đã bảo toàn được mảnh lưới và Đan Mạch giành chiến thắng 2–0.

## Thống kê sự nghiệp

### Câu lạc bộ
Tính đến ngày 5 tháng 2 năm 2016
| Câu lạc bộ                | Mùa giải       | Giải đấu | Giải đấu | Cúp  | Cúp | Cúp Liên đoàn | Cúp Liên đoàn | châu Âu | châu Âu | Khác | Khác | Tổng cộng | Tổng cộng |
| Câu lạc bộ                | Mùa giải       | Trận     | Bàn      | Trận | Bàn | Trận          | Bàn           | Trận    | Bàn     | Trận | Bàn  | Trận      | Bàn       |
| ------------------------- | -------------- | -------- | -------- | ---- | --- | ------------- | ------------- | ------- | ------- | ---- | ---- | --------- | --------- |
| OB                        | 2003–04        | 0        | 0        | 0    | 0   | –             | –             | 0       | 0       | –    | –    | 0         | 0         |
| OB                        | 2004–05        | 0        | 0        | 0    | 0   | –             | –             | 0       | 0       | –    | –    | 0         | 0         |
| OB                        | 2005–06        | 0        | 0        | 0    | 0   | –             | –             | –       | –       | –    | –    | 0         | 0         |
| OB                        | 2006–07        | 1        | 0        | 0    | 0   | –             | –             | 0       | 0       | –    | –    | 1         | 0         |
| OB                        | 2007–08        | 1        | 0        | 0    | 0   | –             | –             | 0       | 0       | –    | –    | 1         | 0         |
| OB                        | 2008–09        | 0        | 0        | 0    | 0   | –             | –             | 0       | 0       | –    | –    | 0         | 0         |
| OB                        | 2009–10        | 4        | 0        | 0    | 0   | –             | –             | 2       | 0       | –    | –    | 6         | 0         |
| OB                        | Tổng cộng      | 6        | 0        | 0    | 0   | –             | –             | 2       | 0       | –    | –    | 8         | 0         |
| Kolding (mượn)            | 2008–09        | 10       | 0        | 0    | 0   | –             | –             | –       | –       | –    | –    | 10        | 0         |
| Aalesund                  | 2009           | 26       | 0        | 3    | 0   | –             | –             | –       | –       | –    | –    | 29        | 0         |
| Aalesund                  | 2010           | 30       | 0        | 1    | 0   | –             | –             | 2       | 0       | 1    | 0    | 34        | 0         |
| Aalesund                  | Tổng cộng      | 56       | 0        | 4    | 0   | –             | –             | 2       | 0       | 1    | 0    | 63        | 0         |
| Manchester United         | 2010–11        | 0        | 0        | 2    | 0   | 0             | 0             | 0       | 0       | 0    | 0    | 2         | 0         |
| Manchester United         | 2011–12        | 8        | 0        | 1    | 0   | 0             | 0             | 2       | 0       | 0    | 0    | 11        | 0         |
| Manchester United         | 2012–13        | 10       | 0        | 1    | 0   | 1             | 0             | 1       | 0       | 0    | 0    | 13        | 0         |
| Manchester United         | 2013–14        | 1        | 0        | 1    | 0   | 1             | 0             | 0       | 0       | 0    | 0    | 3         | 0         |
| Manchester United         | 2014–15        | 0        | 0        | 0    | 0   | 0             | 0             | –       | –       | 0    | 0    | 0         | 0         |
| Manchester United         | Tổng cộng      | 19       | 0        | 5    | 0   | 2             | 0             | 3       | 0       | 0    | 0    | 29        | 0         |
| West Bromwich Albion F.C. | 2015–16        | 0        | 0        | 0    | 0   | 0             | 0             | –       | –       | 0    | 0    | 0         | 0         |
| West Bromwich Albion F.C. | Tổng cộng      | 0        | 0        | 0    | 0   | 0             | 0             | 0       | 0       | 0    | 0    | 0         | 0         |
| Tổng sự nghiệp            | Tổng sự nghiệp | 91       | 0        | 9    | 0   | 2             | 0             | 6       | 0       | 1    | 0    | 109       | 0         |

### Đội tuyển quốc gia
Tính đến ngày 11 tháng 5 năm 2014
| Đan Mạch  | Đan Mạch | Đan Mạch |
| Năm       | Trận     | Bàn      |
| --------- | -------- | -------- |
| 2010      | 4        | 0        |
| 2011      | 1        | 0        |
| Tổng cộng | 5        | 0        |

## Danh hiệu

### Câu lạc bộ
Aalesunds
- Cúp bóng đá Na Uy (1): 2009

Manchester United
- FA Community Shield (1): 2011
- Manchester Cup (1): 2011

### Cá nhân
- Giải thưởng Kniksen (1): 2010
- Thủ môn người Đan Mạch xuất sắc nhất năm (1): 2010